# Incidente do dildo de Waitangi
O incidente do dildo de Waitangi (inglês: Waitangi dildo incident) ocorreu em 5 de fevereiro de 2016 em Waitangi, na Nova Zelândia, quando uma protestante arremessou um dildo de borracha no Ministro do Desenvolvimento Econômico Steven Joyce, acertando-o no rosto. O incidente foi noticiado internacionalmente, bem como mencionado e parodiado em arte, música e na televisão.

## Antecedentes
O Dia de Waitangi (inglês: Waitangi Day; maori: Te Rā o Waitangi), feriado nacional da Nova Zelândia, celebra a assinatura do Tratado de Waitangi entre a Coroa britânica e representantes maoris em 6 de fevereiro de 1840. Como o Tratado de Waitangi foi ignorado por muitos anos pelos colonizadores europeus, sendo declarado "uma simples nulidade" no julgamento de 1877 do caso Wi Parata v Bishop of Wellington, as comemorações do Dia de Waitangi têm sido frequentemente palco de protestos políticos. Políticos presentes já foram empurrados e insultados; lama foi arremessada no líder da oposição Don Brash em 2004, e o primeiro ministro John Key foi agarrado por dois manifestantes em 2009.
Em fevereiro de 2016, a Nova Zelândia havia acabado de assinar a Parceria Transpacífica (TPP), um acordo comercial entre 12 nações que havia sido amplamente criticado por maoris por prejudicar a autodeterminação garantida a eles pelo Tratado de Waitangi. O primeiro ministro John Key queria responder a críticos da TPP em Waitangi, mas foi avisado de que não teria permissão para discutir sobre política no marae. Dois dias antes das cerimônias em Waitangi, onde um grande protesto contra a TPP seria organizado, Key decidiu não comparecer e enviou o Ministro do Desenvolvimento Econômico Steven Joyce como representante do governo.

## Ataque
Enquanto Steven Joyce falava com repórteres em Te Tii Marae, Waitangi, no dia anterior às celebrações, Josie Butler, uma enfermeira de Christchurch, arremessou o que aparentava ser um dildo (na forma de um grande pênis e testículos de borracha em tons de pele) nele. O dildo acertou o seu rosto, momento que foi capturado pela câmeras. Joyce respondeu dizendo "Goodo". Butler, que protestava contra a assinatura da TPP, gritou "That's for raping our sovereignty" (lit.  "Isso é por violar nossa soberania"). Ela foi presa e mais tarde libertada sem acusações. Butler mais tarde afirmou estar preocupada sobre o efeito da TPP no custo de remédios para seus pacientes; o significado do dildo não foi explicado.

## Repercussão
O incidente, então referido como "dildogate" (utilizando o sufixo "-gate", comum em controvérsias políticas depois do caso Watergate), se tornou um fenômeno internacional. Joyce foi brevemente apelidado "Dildo Baggins", uma referência ao personagem Bilbo Baggins de O Senhor dos Anéis. Pouco depois do incidente, Joyce publicou no Twitter "Someone send the gif over to John Oliver so we can get it over with..." (lit.  "Alguém envie o gif para John Oliver para que possamos acabar com isso..."); Oliver, um comediante de televisão, estava, na época, ridicularizando repetidamente as notícias da Nova Zelândia. Oliver respondeu com um segmento extravagante em seu programa Last Week Tonight mostrando uma nova bandeira da Nova Zelândia (incluindo o rosto de Joyce e o dildo) sendo brandida por Peter Jackson, uma chuva de dildos, pessoas com fantasias de dildos gigantes e um coral cantando sobre o incidente ao som do Coro Aleluia. Joyce respondeu no Twitter: "Well that was actually pretty funny" (lit.  "Bem, isso foi até engraçado.")

## O dildo
Apesar de o objeto arremessado em Joyce ter sido descrito pela mídia na época como um "dildo" ou um "brinquedo sexual", Butler mais tarde revelou que ele era na verdade um "brinquedo barulhento para cães". Ele foi escolhido depois que ela pesquisou "a forma mais eficaz de protestar" e descobriu sobre o incidente de 2008 quando um jornalista iraquiano arremessou seus sapatos no então presidente estadunidente George W. Bush; ela então escolheu um brinquedo canino porque tinha menos chances de machucar Joyce do que um sapato.
O documentarista Hayden Donnell mais tarde tentou encontrar o dildo. Como Butler não foi acusada de um crime, o dildo não foi considerado evidência, mas ele havia sido confiscado por um policial na cena. Donnell dedicou o primeiro episódio do programa Get It to Te Papa à caça do dildo para que ele pudesse ser registrado no Museu da Nova Zelândia Te Papa Tongarewa, mas descobriu que a polícia o havia descartado.